# Muzeum Pamiątek Regionalnych w Jagodnem
Muzeum Pamiątek Regionalnych w Jagodnem – muzeum w Jagodnem, utworzone w 2003 roku z inicjatywy Koła Artystycznego, Jagody Rafalskiej-Kawalec, przy wsparciu dyrektor SP Beaty Stefańskiej i dzięki ofiarności mieszkańców Jagodnego, Gadki i Tychowa Starego. Dużym zaangażowaniem przy organizowaniu MPR wyróżnili się najstarsi uczniowie Koła z klasy VI – absolwenci 2003 r.
MPR jest efektem projektów realizowanych w ramach programu autorskiego „Świętokrzyskie Moja Mała Ojczyzna”. Do zbiorów muzealnych zostały włączone eksponaty gromadzone w latach wcześniejszych przez nauczycieli uczących historii – Włodka Pustelnika, Jagodę Rafalską-Kawalec, Annę Wojtas i Wiesławę Działak. Ekspozycje regionalne składają się z tematycznie posegregowanych pamiątek. Są to: stare fotografie, rekwizyty dawnej szkoły, kolekcja strojów regionalnych, warsztat tkacki, ozdoby wystroju wnętrz, sprzęty domowe, narzędzia gospodarcze oraz eksponaty militarne i wojskowe z dawnych czasów.